# Prince Rose
Cet article concerne le cheval. Pour la course hippique, voir Grand Prix Prince Rose.
Prince Rose (1928-1944) est un cheval de course pur-sang anglais ayant fait carrière en Belgique. Importé en Belgique, il est considéré comme le meilleur cheval de courses belge de tous les temps. 

## Carrière de course

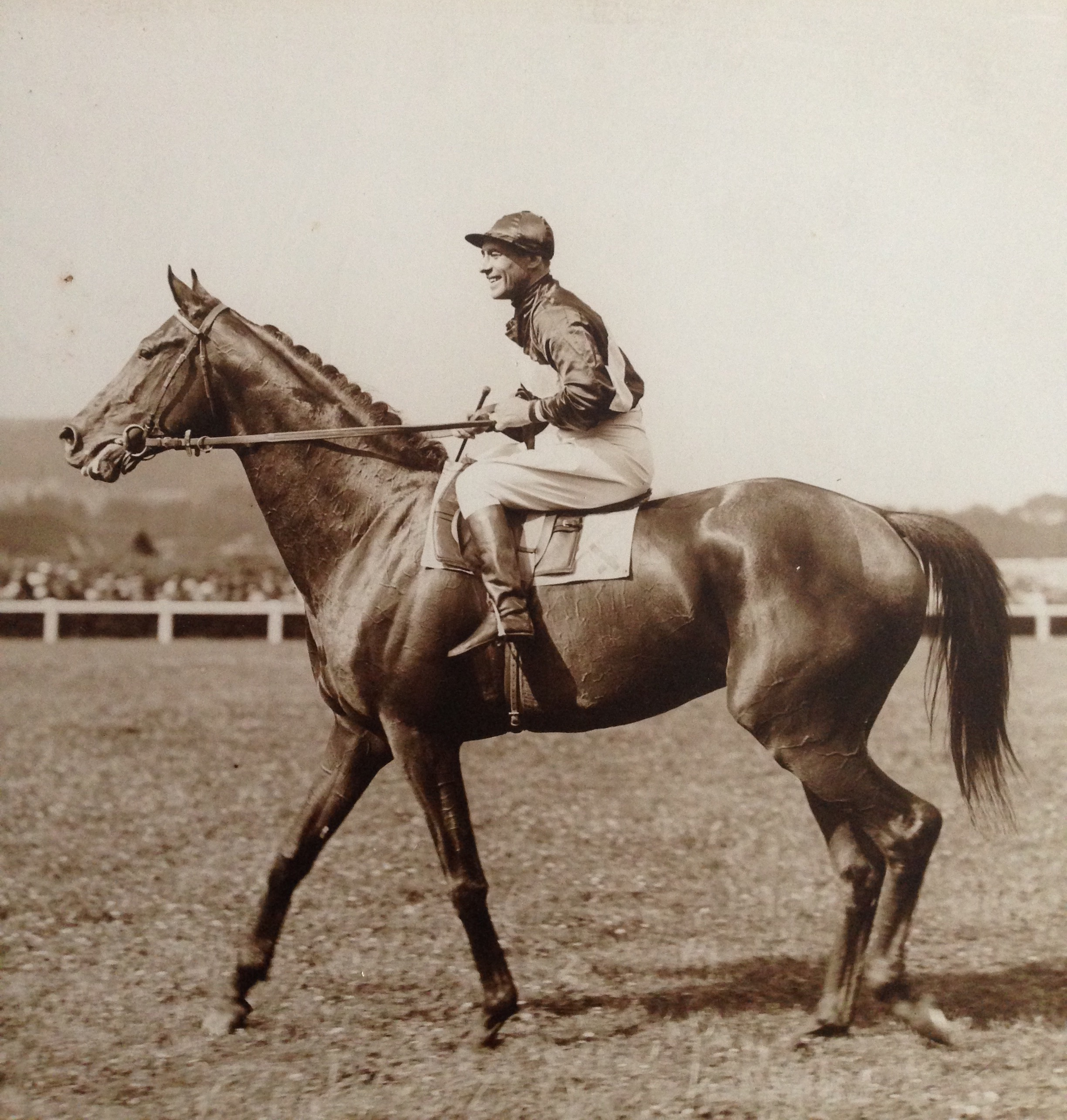
Prince Rose au Grand Prix de Saint-Cloud 1932

Lors de la dispersion de l'élevage de Lord Durham, décédé en 1929, Prince Rose, immense cheval bai de plus de 1,75 m dont le modèle et le tissu qualiteux rappelle Persimmon avec " un peu d'étendue et du poids derrière, une poitrine bien dessinée, bien sortie devant, assez membré avec des aplombs correct ", et une épaule plus remarquable par sa longueur que son inclinaison, prend la direction de la Belgique. Son nouveau propriétaire Henri Coppez, l'a acquis pour 260 Guinées, et le poulain ne tarde pas à s'affirmer comme le meilleur cheval jamais vue outre-Quiévrain.    
En 1931, monté par Hervé Denaigre, il remporte les plus grandes épreuves du calendrier belge, le Grand Prix de Bruxelles, le Grand International d'Ostende, (qui sera renommé Grand Prix Prince Rose en son honneur) dans lequel il devance la grande championne française Pearl Cap et Amfortas et le Grand Handicap d'Ostende, où il bat à nouveau Pearl Cap, ainsi que le vainqueur du Derby belge, Gay Lord. À l'automne, il vient prendre la troisième place du Prix de l'Arc de Triomphe, dominé cette fois par Pearl Cap et Amfortas. 
L'année suivante, il s'adjuge sous la selle de Corneille Morjau le Prix du Président de la République, l'ancien nom du Grand Prix de Saint-Cloud, puis réalise le doublé dans le Grand Handicap d'Ostende. Une blessure met fin à sa carrière en 1932, et il se retire après 16 victoires en 20 sorties. 

## Au haras
Après avoir brièvement fait la monte en Belgique, Prince Rose intègre le haras de Cheffreville en 1938. En 1940, il manque d'être enlevé comme de nombreux pur-sang de prestige par l'occupant allemand, et trouve refuge au Haras du Petit-Tellier. En 1944, il est victime des combats en Normandie, les employés du haras échouant à le prendre dans son pré pour le mettre à l'abri. Il meurt à la suite du bombardement du haras. 
Prince Rose a bien tracé dans le stud, et il est passé à la postérité essentiellement grâce à son fils Princequillo (1940-1964), qui fait carrière aux États-Unis (où il remporte notamment la Jockey Club Gold Cup), avant de devenir l'un des grands étalons du siècle, deux fois tête de liste aux États-Unis et surtout père de mère exceptionnel, cumulant huit titres de tête de liste aux États-Unis et un sur les îles Britanniques. Il est ainsi le père de mère de deux des plus fameux champions de l'histoire des courses, Mill Reef et Secretariat. Prince Rose est aussi le père de Prince Chevalier, vainqueur du Prix du Jockey Club et du Prix Lupin, deuxième du Prix Royal Oak, qui fut tête de liste des étalons en France en 1960 et tête de liste des pères de mères en Angleterre et en Irlande en 1972. Il a également donné Prince Bio (Poule d'Essai des Poulains), père du champions Sicambre, lui-même père de mère du grand Sea Bird. 

## Origines
Prince Rose est un fils de Rose Prince, né en France mais qui a fait carrière aux États-Unis avant de revenir en Europe faire la monte, où il a donné également Mousson (Prix de la Salamandre, Prix de la Forêt), mais n'a pas vraiment tracé au haras hormis par la voie de son meilleur fils. La mère, Indolence, fille du champion Gay Crusader, a remporté un handicap en Angleterre et n'a pas d'autres titres de gloire au stud. 
| Origines de Prince Rose | Origines de Prince Rose | Origines de Prince Rose | Origines de Prince Rose |
| ----------------------- | ----------------------- | ----------------------- | ----------------------- |
| Père Rose Prince        | Prince Palatine         | Persimmon               | St. Simon               |
| Père Rose Prince        | Prince Palatine         | Persimmon               | Perdita II              |
| Père Rose Prince        | Prince Palatine         | Lady Lightfoot          | Isinglass               |
| Père Rose Prince        | Prince Palatine         | Lady Lightfoot          | Glare                   |
| Père Rose Prince        | Eglantine               | Perth II                | Wardance                |
| Père Rose Prince        | Eglantine               | Perth II                | Primrose Dame           |
| Père Rose Prince        | Eglantine               | Rose de Mai             | Callistrate             |
| Père Rose Prince        | Eglantine               | Rose de Mai             | May Pole                |
| Mère Indolence          | Gay Crusader            | Bayardo                 | Bay Ronald              |
| Mère Indolence          | Gay Crusader            | Bayardo                 | Gallicia                |
| Mère Indolence          | Gay Crusader            | Gay Laura               | Beppo                   |
| Mère Indolence          | Gay Crusader            | Gay Laura               | Galleotia               |
| Mère Indolence          | Barrier                 | Grey Leg                | Pepper and salt         |
| Mère Indolence          | Barrier                 | Grey Leg                | Quetta                  |
| Mère Indolence          | Barrier                 | Bar the Way             | Right Away              |
| Mère Indolence          | Barrier                 | Bar the Way             | Barrisdale              |

## Sources
- Couverture du programme 1984 de l'hippodrome Wellington, Prince Rose - chef de Race, painted by B. Demuyser
- Numéro 168 de Courses & Élevage édité par l’U.N.I.C., mai - juin 1985, couverture et article p. 383 à 385, Prince Rose 1928-1943[3]